# Mapania surinamensis
Mapania surinamensis là loài thực vật có hoa trong họ Cói. Loài này được Uittien mô tả khoa học đầu tiên năm 1934.